# Río Tignamar
El Río Tignamar es un curso de agua que corre desde las faldas occidentales del Altiplano boliviano-chileno hacia el norte hasta la confluencia con el río Seco para dar vida al Río San José de Azapa, siendo el Tignamar el mayor aporte de caudal.

## Trayecto
Sus aguas comienzan su camino en las laderas del cerro Orcutunco (aproximadamente de 5000 m de altura) y tras un trayecto de 45 km en dirección al noroeste se juntan con las del río Seco (Azapa). Cerca del pueblo de Tignamar recibe por el sur la quebrada Oxa y poco más abajo le cae por la ribera derecha el río Saxamar cuyo nacimiento se encuentra en el portezuelo de Tignamar (4665 m). En su curso inferior, en Caragua, se le juntan tres quebradas importantes del flanco occidental de la cordillera Central cuyas aguas reunidas han labrado una profunda garganta o "cañón" en una meseta riolítica, similar a la que más abajo labró el río Seco en Copaquilla.

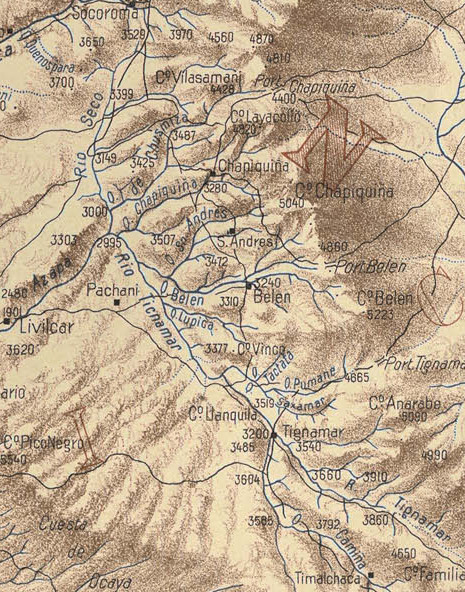
Cuenca alta del río San José de Azapa, en un mapa de Luis Risopatrón del año 1910.

## Caudal y régimen
Un informe de la Comisión Nacional de Riego advierte que: Los recursos propios de las cuencas prealtiplánicas de los ríos Tignamar y Seco son escasos, ya que provienen principalmente de vertientes y se aprovechan en el riego de las áreas cultivadas en las diferentes quebradas tributarias, como son Murmuntani, Chapiquiña , Lupica, Belén y Tignamar, de modo que el caudal que llega al río San José es en realidad el excedente o sobrante. Estos excedentes son más importantes durante los meses de diciembre a marzo, época del llamado invierno boliviano, cuando ocurren lluvias de cierta importancia en la zona.: I.18 
|  |  |

## Historia
Francisco Solano Asta-Buruaga y Cienfuegos escribió en 1899 en su obra póstuma Diccionario Geográfico de la República de Chile sobre el río:
Ticnamar.-—Aldea del departamento de Arica que se halla cercana á las de Belén y Sacsamar en una de las ramificaciones más orientales del valle de Azapa. Dista de Ausipar 67 kilómetros y 140 de la ciudad de Arica.
Luis Risopatrón lo describe en su Diccionario jeográfico de Chile (1924) como una quebrada:: 838 
Tignamar (Quebrada de) 18° 30' 69° 35' Corre hacia el NW i se junta con la del rio Seco, para formar los oríjenes de la de Azapa. 116, p. 300 i 406: i Ticnamar en 77, p. 111; 87, p. 926; I 116, p. mapa; i rio en 134.
Según Mamani, la etimología de topónimo Ticnamar es aymara y quechua. Proviene a su vez del topónimo "T´ikanama", que significa desierto florido (T´ikha = capullo de flor, y -nama = partícula de expansión).
Una versión local afirma que su significado es "entre cordillera y mar", porque sus aguas escurren en dirección a la costa.
En 1959 el río arrasó el pueblo abandonado de Tignamar.

## Población, economía y ecología

### Usos del agua
En sus valles el río sirve el riego de 278 ha.: I.8 